# Helen O'Connell (urologue)
Helen O'Connell, née le 3 avril 1962 à Melbourne, est la première urologue australienne, principalement connue pour sa description complète du système clitoridien, qu'elle a largement vulgarisé avec des modèles en trois dimensions (3D). Professeure à l'Université de Melbourne, elle est aussi une chercheuse de pointe dans le domaine de l'anatomie pelvienne féminine.

## Biographie

### Formation
Helen Elizabeth O'Connell naît le 3 avril 1962 à Melbourne. Elle est diplômée de l'Université de Melbourne, avec une licence en médecine et une autre en chirurgie . En 1994, elle devient membre du Royal Australasian College of Surgeons (College royal australasien de chirurgie) en tant que première chirurgienne urologue d'Australie . De 1994 à 1995, elle suit aux États-Unis une formation avancée avec le neuro-urologue Edward J. McGuire à Houston , au Texas . En 1997, elle a obtient un Master de médecine (en) pour un projet sur l'incontinence urinaire féminine . En 2004, elle est diplômée de l' Université de Melbourne, du Royal Melbourne Hospital et du Melbourne Private Hospital avec un doctorat en médecine dans le domaine de l'anatomie pelvienne féminine.

### Carrière
Helen O'Connell devient en 1993 la première femme urologue d'Australie. Son objectif clinique et de recherche porte sur le traitement chirurgical des problèmes des voies urinaires inférieures, en particulier l'incontinence et l'obstruction du sphincter de la vessie.
De 1995 à 1996, elle est chef de service au Royal Women's Hospital de Melbourne.
De 2001 à 2007, elle est chef de service en neuro-urologie et dirige le service de continence du Royal Melbourne Hospital. Elle y exerce ensuite à partir de 2009 en tant qu'urologue senior. 
À partir de 2016, elle dirige le département d'urologie et de chirurgie au Western Health de Melbourne. Elle est par ailleurs praticienne dans un hôpital privé.
Depuis 2013, elle est professeure d'urologie à l'Université de Melbourne.

## Travaux

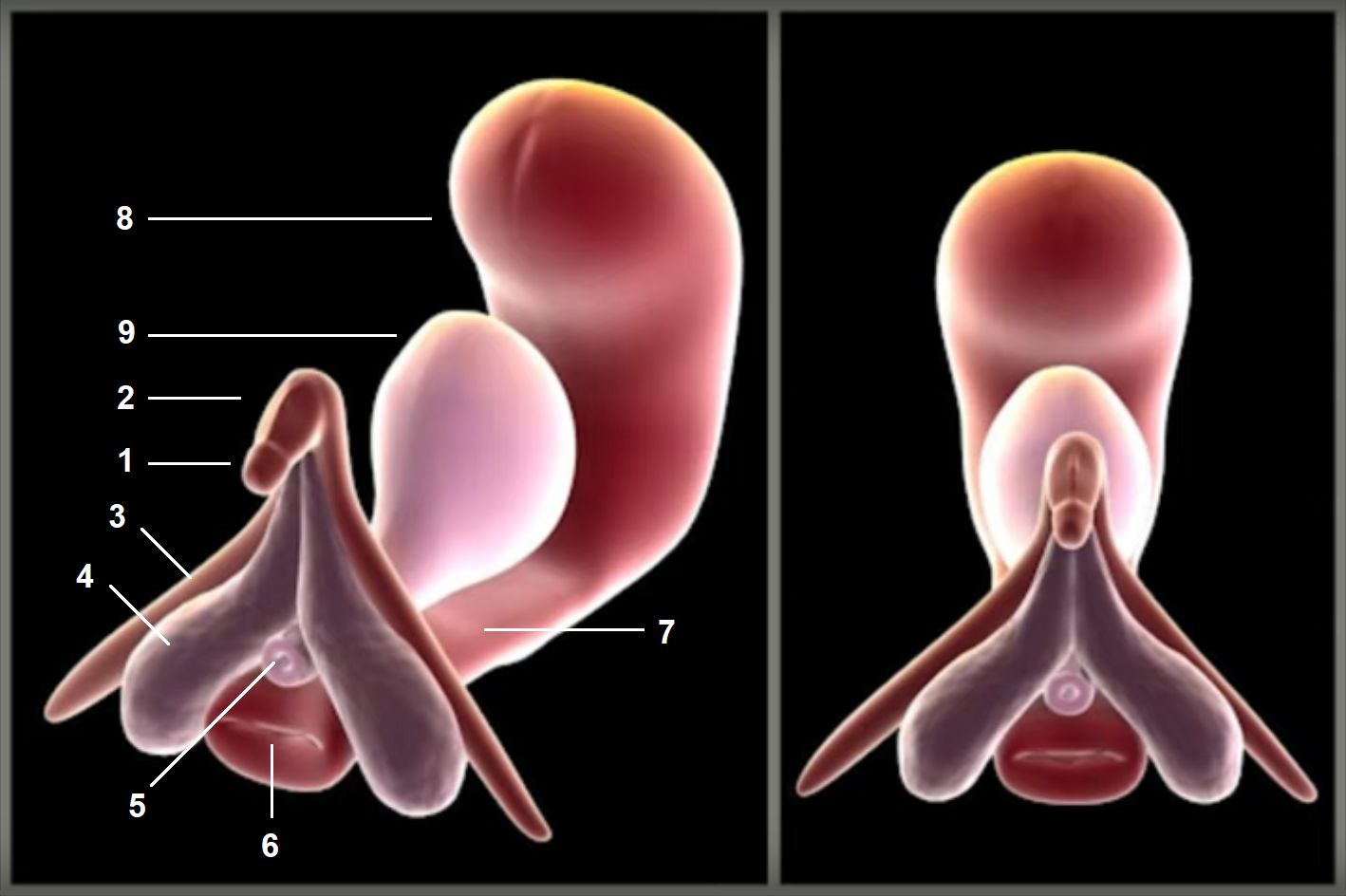
Image montrant les trois plans d'un clitoris en érection avec les organes adjacents que sont l'utérus et la vessie, créée par Helen O'Connell.

Alors qu'elle commence sa carrière d'urologue, Helen O'Connor est frappée par les soins qu'apportent les chirurgiens à préserver la fonction sexuelle des hommes en cas d'ablation de la prostate pour cause de cancer, « en évitant des nerfs particuliers et des vaisseaux sanguins », précautions qui ne sont pas prises pour le même type d'opérations chez les femmes. Elle attribue ce traitement différencié à l'ignorance, tout en dénonçant des biais de genre. Elle s'attache alors à documenter l'anatomie de la sphère génito-pelvienne, à partir de dissections anatomiques comparées, puis de rapprochements avec des IRM qu'elle produit. Outre les éléments nécessaires à la chirurgie périnéale, après avoir constaté qu'aucun ouvrage de référence ne décrit le plexus vasculaire et nerveux du clitoris, elle en vient à documenter l'anatomie du clitoris. Ces travaux font l'objets d'articles publiés sur période s'étalant de 1993 à 2005. Dans son article de 2005, « Anatomy of the Clitoris », elle montre que les vestibules érectiles font partie du clitoris et que l'urètre et le vagin, bien que de nature non érectile, sont des structures étroitement liées qui forment un amas de tissus avec le clitoris, lequel est le site de la fonction sexuelle féminine et de l'orgasme.  Le magazine scientifique New Scientist, entre autres, rend compte des résultats de ses recherches.  En 2010, O'Connell représente pour la première fois un clitoris en trois dimensions et montre les plus de 15 000 terminaisons nerveuses dans la région pelvienne. 
En 2003, elle est conseillère scientifique pour le film documentaire The Clitoris, the Great Unknown (Le clitoris, le grand inconnu), dans lequel elle donne également une interview. Elle y fait référence à un manuel d'anatomie qu'elle avait utilisé pendant ses études dans les années 1980. Elle indique que c'est ce qui l'a motivée à se concentrer sur ce domaine car il n'y avait aucune description du clitoris, bien qu'il y ait un chapitre entier sur le mécanisme de l'érection, avec des informations sur la neuroanatomie et la nutrition vasculaire du pénis, sans aucune mention du clitoris.

## Distinctions
En 2007, Helen O'Connell reçoit la médaille d'or de l'association mondiale pour la santé sexuelle.
En 2021,  elle est nommée Officière de l'Ordre d'Australie lors des Australia Day Honors 2021 pour « ses services distingués à l'enseignement médical et à la médecine, dans le domaine de l'urologie, en tant qu'universitaire et clinicienne, et aux groupes professionnels ».
En 2023, elle est qualifiée de « légende de l'urologie » par l'édition canadienne du Journal of Urology International.

## Publications
- (en) Helen E. O'Connell, Edward J. McGuire, Sherif Aboseif et Akihiro Usui, « Transurethral Collagen Therapy in Women », Journal of Urology, vol. 154, no 4,‎ octobre 1995, p. 1463–1465 (ISSN 0022-5347 et 1527-3792, DOI 10.1016/S0022-5347(01)66893-9, lire en ligne, consulté le 17 août 2024)
- (en) Laurence M. Harewood, Laurence K. Cleeve, Helen E. O'Connell et Alvan J. Pope, « TransUrethral Needle Ablation of the Prostate (TUNA): Clinical Results and Ultrasound, Endoscopic, and Histologic Findings in Pilot Study of Patients in Urinary Retention », Journal of Endourology, vol. 9, no 5,‎ octobre 1995, p. 407–412 (ISSN 0892-7790 et 1557-900X, DOI 10.1089/end.1995.9.407, lire en ligne, consulté le 17 août 2024)
- E J McGuire et H E O'Connell, « Surgical treatment of intrinsic urethral dysfunction. Slings », The Urologic clinics of North America, vol. 22, no 3,‎ 1er août 1995, p. 657–664 (ISSN 1558-318X, PMID 7645163, lire en ligne, consulté le 17 août 2024)
- (en) Hugh D. Flood, Sumeeta J. Malhotra, Helen E. O'Connell et Michael J. Ritchey, « Long‐term results and complications using augmentation cystoplasty in reconstructive urology », Neurourology and Urodynamics, vol. 14, no 4,‎ janvier 1995, p. 297–309 (ISSN 0733-2467 et 1520-6777, DOI 10.1002/nau.1930140402, lire en ligne, consulté le 17 août 2024)
- (en) Helen E. O'Connell, John M. Hutson, Colin R. Anderson et Robert J. Plenter, « Anatomical relationship between urethra and clitoris », Journal of Urology, vol. 159, no 6,‎ juin 1998, p. 1892–1897 (ISSN 0022-5347 et 1527-3792, DOI 10.1016/S0022-5347(01)63188-4, lire en ligne, consulté le 17 août 2024)
- (en) Megan A. Rees, Helen E. O'Connell, Robert J. Plenter et John M. Hutson, « The suspensory ligament of the clitoris: Connective tissue supports of the erectile tissues of the female urogenital region », Clinical Anatomy, vol. 13, no 6,‎ 2000, p. 397–403 (ISSN 0897-3806 et 1098-2353, DOI 10.1002/1098-2353(2000)13:6<397::AID-CA1>3.0.CO;2-2, lire en ligne, consulté le 17 août 2024)
- Margaret Sherburn, Janet R Guthrie, Emma C Dudley et Helen E O’Connell, « Is incontinence associated with menopause? », Obstetrics & Gynecology, vol. 98, no 4,‎ 1er octobre 2001, p. 628–633 (ISSN 0029-7844, DOI 10.1016/S0029-7844(01)01508-3, lire en ligne, consulté le 17 août 2024)
- Helen E. O'Connell, Kalavampara  V. Sanjeevan et John M. Huston, « Anatomy of the Clitoris », The Journal of Urology, part 1 of 2, vol. 174, no 4, Part 1,‎ 1er octobre 2005, p. 1189–1195 (ISSN 0022-5347, DOI 10.1097/01.ju.0000173639.38898.cd, lire en ligne, consulté le 17 août 2024)
- (en) Helen E. O’Connell et John O.L. DeLancey, « Clitoral anatomy in Nulliparous, Healthy Premenopausal Volunteers using unenhanced Magnetic Resonance Imaging », Journal of Urology, vol. 173, no 6,‎ juin 2005, p. 2060–2063 (ISSN 0022-5347 et 1527-3792, PMID 15879834, PMCID PMC1283096, DOI 10.1097/01.ju.0000158446.21396.c0, lire en ligne, consulté le 17 août 2024)
- Helen E. O'Connell, Norm Eizenberg, Marzia Rahman et Joan Cleeve, « The Anatomy of the Distal Vagina: Towards Unity », The Journal of Sexual Medicine, vol. 5, no 8,‎ 1er août 2008, p. 1883–1891 (ISSN 1743-6095, DOI 10.1111/j.1743-6109.2008.00875.x, lire en ligne, consulté le 17 août 2024)
- (en) Vincent Tse, Jennifer King, Caroline Dowling et Sharon English, « Conjoint Urological Society of Australia and New Zealand ( USANZ ) and Urogynaecological Society of Australasia ( UGSA ) Guidelines on the management of adult non‐neurogenic overactive bladder », BJU International, vol. 117, no 1,‎ janvier 2016, p. 34–47 (ISSN 1464-4096 et 1464-410X, DOI 10.1111/bju.13246, lire en ligne, consulté le 17 août 2024)